# Cyril Fähndrich
Cyril Fähndrich (27 settembre 1999) è un fondista svizzero.

## Biografia
Fähndrich, fratello di Nadine, a sua volta fondista, e attivo dal marzo del 2015, ai Mondiali juniores di Lahti 2019 ha vinto la medaglia di bronzo nella 30 km; ha esordito in Coppa del Mondo il 12 dicembre 2020 a Davos in una sprint (30º) e ai Campionati mondiali a Planica 2023, dove si è classificato 42º nella 15 km, 45º nello skiathlon e 8º nella staffetta. Ai Mondiali di Trondheim 2025 ha vinto la medaglia d'argento nella staffetta e si è piazzato 7º nella 10 km e 48º nello skiathlon; non ha preso parte a rassegne olimpiche.

## Palmarès

### Mondiali
- 1 medaglia:
  - 1 argento (staffetta a Trondheim 2025)

### Mondiali juniores
- 1 medaglia:
  - 1 bronzo (30 km a Lahti 2019)

### Coppa del Mondo
- Miglior piazzamento in classifica generale: 40º nel 2024

#### Coppa del Mondo - competizioni intermedie
- 1 podio di tappa:
  - 1 terzo posto